# Бајмок
Бајмок (мађ. Bajmok) је насељено место у граду Суботици, у Севернобачком округу, у Србији. Према попису из 2022. било је 6093 становника.
До 1966. године је ово насеље седиште Општине Бајмок коју су чинила насељена места: Бајмок (укључујући и Мишићево које у то време није имало статус самосталног насељеног места) и Ђурђин.

## Географија
Бајмок се налази у плодној Панонској низији, 9 km од српско-мађарске границе, 23 km од Суботице, 29 km од Бачке Тополе, 33 km од Сомбора и 101 km од Новог Сада. С тим градовима је повезан добрим асфалтним путем. Ипак, најважнија комуникација је железничка пруга која Бајмок спаја са Суботицом и Сомбором, те са другим местима кроз која пролази.
Оближња насеља су на југозападу Алекса Шантић, удаљен 9 km, на југу Пачир, такође удаљен 9 km, и на истоку Мишићево, удаљено 6 km. Такође, у близини се налазе групе салаша Скендерово и Мађарски салаши. Поменута села природно гравитирају Бајмоку који за њих представља трговачки и привредни центар, иако Бајмоку, као месној заједници, припадају само Мишићево и Мађарски салаши.

## Историја
Сматра се да је на простору Бајмока постојало село још у X веку пре нове ере. Међутим, пошто нису вршена археолошка испитивања, за то не постоје веродостојни докази. Једино се може тврдити да су овде живели Авари и племена Сармата, о чему сведоче остаци гробља које се налази око 1 km југоисточно од центра села. До открића овог гробља је дошло случајно за време изградње пута према Суботици, 1927. године.
Први писани документ који се односи на Бајмок потиче из XV века и у њему се насеље први пут помиње као село.
За време турске окупације од 1526. до 1697. године Бајмок није никад престао да постоји, али је забележено да је мењао број становника у појединим периодима. Године 1763. извршене су припреме за насељавање Немаца у Бачку и Банат. Предложена је да се бајмочка пустара насели како би се олакшао транспорт војника. Крајем 1771. године градска комисија врши премеравање насеља и одређује место за изградњу важнијих зграда. Тада је између осталог на месту старе капеле изграђена црква, која је касније обновљена 1845. године.
После Првог светског рата се у северном делу Бајмока, врши парцелисање земљишта и насељавање ратних добровољаца из Србије, Црне Горе, Лике итд. Процес је извршен у раздобљу од 1921. до 1924. године. Ново насеље Рата, које је постало саставни део Бајмока, добило је име по начину отплате добивеног земљишта (на рате). На сличан начин је 1925. године настало насеље Мишићево, које је добило име по Живојину Мишићу, команданту српске војске на солунском фронту.
У Другом светском рату Бајмок је био под окупацијом фашистичке Мађарске. Словенско становништво је пало у немилост. Сви насељеници, добровољци и колонисти са Рате и Мишићева депортовани су у логоре у Мађарску, где је највећи број остао до завршетка рата. У њихове куће насељени су сељаци из Ердеља и Буковине, који су ту живели све до краја септембра 1944. године. Бајмок је коначно ослобођен 19. октобра исте године.

## Културни живот, установе
Овде се налазе Скулптура Свето Тројство у Бајмоку, ОШ „Вук Караџић” Бајмок и ФК Раднички Бајмок.

## Демографија
Број становништва Бајмока разних година:
- 1791 — преко 1.000
- 1826 — 3.715
- 1869 — 6.446
- 1880 — 6.661
- 1890 — 7.151
- 1900 — 7.576
- 1910 — 8.266
- 1921 — 8.848
- 1931 — 11.328
- 1948 — 11.188
- 1953 — 10.829
- 1961 — 11.117
- 1971 — 10.307
- 1981 — 9.586
- 1991 — 8.620
- 2002 — 8.586
- 2011 — 7.414

Што се тиче етничке структуре становништва, Бајмок је одувек био мешовит. Као први становници помињу се Мађари. Историјски подаци са краја XVI века говоре о Новом Бајмоку ког су насељавали Срби. Око 1744. године српске породице напуштају село и тада већину становништва сачињавају Мађари и Буњевци. Нешто касније почиње насељавање немачких породица.
Етничка структура 1900. године:
- Мађари — 3.599 (47,4%)
- Буњевци — 1.980 (26,1%)
- Немци — 1.980 (26,1%)
- Срби — 21
- Словаци — 8
- остали.

Етничка структура 1931. године:
- Југословени — 4.597 (40,6%)
- Мађари — 4.276 (37,8%)
- Немци — 2.347 (20,7%)
- Јевреји — 79
- Руси — 16
- остали.

После Другог светског рата становништво немачког порекла (Дунавске Швабе) напушта Бајмок, а у њега се досељава око 2.370 нових колониста. То су, углавном, Срби из Лике, из околине Дрежнице чије су куће биле уништене у Другом светском рату и који су били принуђени да мигрирају у Војводину.
У селу Бајмок живи 7018 пунолетних становника, а просечна старост становништва износи 41,6 година (39,7 код мушкараца и 43,4 код жена). У насељу има 3175 домаћинстава, а просечан број чланова по домаћинству је 2,69.
Становништво у овом селу веома је нехомогено (према попису из 2002. године), а у последња три пописа, примећен је пад у броју становника.
|             | \| Демографија[2] \| Демографија[2] \| Демографија[2] \| \| Година \| Становника \| Становника \| \| -------------- \| -------------- \| -------------- \| \| 1948. \| 11.188 \| \| \| 1953. \| 10.829 \| \| \| 1961. \| 11.117 \| \| \| 1971. \| 10.307 \| \| \| 1981. \| 9.586 \| \| \| 1991. \| 8.620 \| 8.434 \| \| 2002. \| 8.586 \| 8.726 \| \| 2011. \| 7.414 \| \| |            |
| Демографија | |            |
| Година      | Становника | Становника |
| 1948.       | 11.188 |            |
| 1953.       | 10.829 |            |
| 1961.       | 11.117 |            |
| 1971.       | 10.307 |            |
| 1981.       | 9.586 |            |
| 1991.       | 8.620 | 8.434      |
| 2002.       | 8.586 | 8.726      |
| 2011.       | 7.414 |            |

| Етнички састав према попису из 2011.‍ | Етнички састав према попису из 2011.‍ | Етнички састав према попису из 2011.‍ | Етнички састав према попису из 2011.‍ | Етнички састав према попису из 2011.‍ |
| ------------------------------------ | ------------------------------------ | ------------------------------------ | ------------------------------------ | ------------------------------------ |
|                                      |                                      |                                      |                                      |                                      |
| Срби                                 | Срби                                 |                                      | 2.557                                | 34,49%                               |
| Мађари                               | Мађари                               |                                      | 2.052                                | 27,68%                               |
| Буњевци                              | Буњевци                              |                                      | 1.098                                | 14,81%                               |
| Хрвати                               | Хрвати                               |                                      | 482                                  | 6,50%                                |
| Југословени                          | Југословени                          |                                      | 103                                  | 1,39%                                |
| остали и непознато                   | остали и непознато                   |                                      | 1.122                                | 15,13%                               |

| Година пописа     | 1948. | 1953. | 1961. | 1971. | 1981. | 1991. | 2002. |
| ----------------- | ----- | ----- | ----- | ----- | ----- | ----- | ----- |
| Број домаћинстава | 3.357 | 3.382 | 3.696 | 3.543 | 3.449 | 3.228 | 3.175 |

| Број чланова      | 1   | 2   | 3   | 4   | 5   | 6  | 7  | 8 | 9 | 10 и више | Просек |
| ----------------- | --- | --- | --- | --- | --- | -- | -- | - | - | --------- | ------ |
| Број домаћинстава | 740 | 929 | 563 | 633 | 193 | 85 | 22 | 5 | 3 | 2         | 2,69   |

| Пол    | Укупно | Неожењен/Неудата | Ожењен/Удата | Удовац/Удовица | Разведен/Разведена | Непознато |
| ------ | ------ | ---------------- | ------------ | -------------- | ------------------ | --------- |
| Мушки  | 3.523  | 1.094            | 2.126        | 162            | 141                | 0         |
| Женски | 3.820  | 694              | 2.139        | 812            | 174                | 1         |
| УКУПНО | 7.343  | 1.788            | 4.265        | 974            | 315                | 1         |

| Пол    | Укупно                    | Пољопривреда, лов и шумарство | Рибарство                            | Вађење руде и камена | Прерађивачка индустрија       |
| ------ | ------------------------- | ----------------------------- | ------------------------------------ | -------------------- | ----------------------------- |
| Мушки  | 1.672                     | 638                           | 0                                    | 1                    | 504                           |
| Женски | 1.136                     | 298                           | 0                                    | 0                    | 376                           |
| УКУПНО | 2.808                     | 936                           | 0                                    | 1                    | 880                           |
| Пол    | Производња и снабдевање   | Грађевинарство                | Трговина                             | Хотели и ресторани   | Саобраћај, складиштење и везе |
| Мушки  | 22                        | 78                            | 117                                  | 23                   | 121                           |
| Женски | 3                         | 4                             | 141                                  | 29                   | 31                            |
| УКУПНО | 25                        | 82                            | 258                                  | 52                   | 152                           |
| Пол    | Финансијско посредовање   | Некретнине                    | Државна управа и одбрана             | Образовање           | Здравствени и социјални рад   |
| Мушки  | 8                         | 21                            | 62                                   | 14                   | 29                            |
| Женски | 14                        | 13                            | 29                                   | 60                   | 116                           |
| УКУПНО | 22                        | 34                            | 91                                   | 74                   | 145                           |
| Пол    | Остале услужне активности | Приватна домаћинства          | Екстериторијалне организације и тела | Непознато            | Непознато                     |
| Мушки  | 33                        | 1                             | 0                                    | 0                    | 0                             |
| Женски | 17                        | 5                             | 0                                    | 0                    | 0                             |
| УКУПНО | 50                        | 6                             | 0                                    | 0                    | 0                             |